# II Państwowe Liceum i Gimnazjum im. Marszałka Józefa Piłsudskiego w Stanisławowie
II Państwowe Liceum i Gimnazjum im. Marszałka Józefa Piłsudskiego w Stanisławowie – polska szkoła z siedzibą w Stanisławowie w okresie II Rzeczypospolitej, od 1938 o statusie gimnazjum i liceum ogólnokształcącego.

## Historia
W okresie zaboru austriackiego gimnazjum zostało założone z filii C. K. I Gimnazjum w Stanisławowie. Od tego czasu działało jako C. K. II Gimnazjum z polskim językiem wykładowym w Stanisławowie.
Po odzyskaniu przez Polskę niepodległości władze II Rzeczypospolitej utworzyły II Państwowe Gimnazjum w Stanisławowie. W 1926 w gimnazjum w typie neoklasycznym prowadzono osiem klas w 15 oddziałach, w których uczyło się 537 uczniów wyłącznie płci męskiej. Od 15 stycznia 1933 gimnazjum mieściło się w gmachu przy Placu Ignacego Paderewskiego 21.
Zarządzeniem Ministra Wyznań Religijnych i Oświecenia Publicznego Wojciecha Świętosławskiego z 23 lutego 1937 „II Państwowe Gimnazjum im. Marszałka Józefa Piłsudskiego w Stanisławowie” zostało przekształcone w „II Państwowe Liceum i Gimnazjum im. Marszałka Józefa Piłsudskiego w Stanisławowie” (państwową szkołę średnią ogólnokształcącą, złożoną z czteroletniego gimnazjum i dwuletniego liceum), a po wejściu w życie tzw. reformy jędrzejewiczowskiej szkoła miała charakter męski, a wydział liceum ogólnokształcącego był prowadzony w typie klasycznym łączonym z przyrodniczym.

## Dyrektorzy
- Celestyn Lachowski (kier. filii od 29.VIII.1906, dyr. gimn. od 25.IX.1907[4][1] do 27.X.1920[5])
- Stanisław Cebula (08.XI.1920-20.III.1926)[6][1][7][8]
- Sebastian Flizak (od 1 IV 1926)[9]
- Jan Zakrzewski (20.VI.1927-1931)[10][11][12][13][14]
- Stanisław Umański (p.o. dyr. od 1931[15], dyr. od 05.III.1933[16][17][18], do 1939), zamordowany w dokonanej przez Niemców egzekucji w Czarnym Lesie pod Pawełczem w nocy 14/15 sierpnia 1941[19].

## Nauczyciele
- Tadeusz Czapczyński
- Kazimierz Firganek
- dr Mieczysław Gawlik
- Stanisław Kotowicz
- Władysław Łuczyński
- Jan Rybczyn
- Franciszek Wojakowski

W wyżej wymienionym mordzie w Czarnym Lesie w 1941 zostali zamordowani także inni nauczyciele szkoły.

## Uczniowie i absolwenci
Absolwenci
- Sylwester Bartkiewicz – urzędnik, piłkarz (1909)
- Krzysztof Grodzicki – oficer (1935)
- Jerzy Hordyński - poeta, publicysta (1937)
- Julian Piotrowski – oficer (1938)
- Mieczysław Szumański – oficer (1923)
- Antoni Jan Żurakowski – oficer (1909)

Uczniowie
- Tadeusz Halewski – oficer (co najmniej do 1914)
- Jan Korkiewicz – oficer (do 1914)
- Zygmunt Polak – oficer (do 1914)
- Zbigniew Scholtz – działacz emigracyjny
- Władysław Tarada – oficer (do 1914)